# Fronteira Azerbaijão–Turquia
A fronteira entre Azerbaijão e Turquia é a linha que limita os territórios de Azerbaijão e Turquia. Está situada no noroeste de Naquichevão, uma parte do território azeri separado do resto do país pela Arménia.
Esse é um dos trechos fronteiriços que separam os continentes Ásia e Europa na região do Cáucaso.
É uma fronteira fluvial, marcada pelo rio Arax que também faz parte das fronteiras entre a Turquia e a Armênia e entre o Azerbaijão e o Irã, e tem apenas 17 km de comprimento. A fronteira está localizada na parte sudeste da província de Eder pelo lado turco e na parte noroeste da República Autônoma de Nakhichevan pelo lado azeri, sendo assim a fronteira mais curta para ambos os países. 
Desde 2012, o governo turco tem apresentado planos para uma ferrovia até Nakhichevan a partir da Turquia, mas nenhuma ação foi tomada.